# کریستوفر اتکینز
کریستوفر اتکینز (انگلیسی: Christopher Atkins؛ زادهٔ ۲۱ فوریهٔ ۱۹۶۱) هنرپیشه و خواننده اهل ایالات متحده آمریکا است.